# José Ramón Muro
José Ramón Muro Pereg (Bilbao, Vizcaya, 14 de julio de 1954) es un pintor español, especialista en pintura hiperrealista.

## Biografía

### Comienzos
Comenzó a pintar desde la infancia, pero fue a los 22 años cuando decidió presentar su primera exposición individual. En esta época fue discípulo del pintor vasco José Luis Aldecoa, en la década de 1980, pero su formación técnica influyó en su pintura enmarcada en el realismo con tendencia al hiperrealismo. Sin dejar la pintura, tuvo épocas de mayor dedicación a otras facetas artísticas como el cine documental y la fotografía compaginando estas alternativas con su principal dedicación en su principal actividad profesional de Ingeniero. Esta independencia económica hizo que su pasión por la pintura no fuera contaminada por finalidades comerciales o tendencias pasajeras.

### Pintura figurativa
En la frontera del hiperrealismo, paisajes naturales, paisajes urbanos, retratos y otros más clásicos enmarcados dentro del realismo imaginativo son algunos de sus trabajos más destacados.

## Exposiciones y concursos
A partir del año 2010 retoma con mayor fuerza su dedicación con la pintura y su arte evoluciona, comenzando entonces para él una etapa de prosperidad, participando en concursos internacionales, diversas exposiciones y ferias de arte y asistiendo a encuentros con los pintores realistas españoles más sobresalientes de su época.

## Estilo pictórico
Las etapas de la vida de José Ramón Muro se reflejan en sus obras, particularmente en el realismo imaginativo de toques clásicos, un género que el artista cultivó a lo largo de toda su carrera. Se le recordará, sobre todo por sus magistrales pinturas en la frontera con el hiperrealismo, por la minuciosa preparación del tema escogido, una técnica depurada, una composición cuidadosa y la inclusión de matices que enriquecen la perspectiva del conjunto. Las líneas de fuga, bien definidas, que acentúan la perspectiva y los grandes contrastes son una tónica general de esta pintura. En las creaciones de los últimos años, el pintor eleva todas sus conquistas al plano de la madurez, del estilo conseguido a base de años y de esfuerzo, y manifiesta un absoluto dominio de las técnicas pictóricas.